# Angel Dust (banda)
Angel Dust es una banda de heavy metal fundada en la ciudad de Dortmund, Alemania. De 1984 a 1990 fueron una banda de thrash metal, pero a partir de 1998 su sonido se volvió más progresivo. Tomaron su nombre de una canción de la agrupación inglesa Venom. En 2011, la banda hizo un parón musical que volvió a retomarse en 2016.

## Miembros

### Última alineación conocida
- Bernd Aufermann - guitarra
- Christian Polhmann - bajo
- Steven Banx - teclados
- Dirk Assmuth - batería

### Miembros anteriores
- S.L. Coe - voz
- Romme Keymer - guitarra
- Andreas Lohrum - guitarra
- Vinny Lynn - guitarra
- Stefan K. Nauer - guitarra
- Ritchie Wilkison - guitarra
- Frank Banx - bajo
- Carsten Kaiser - voz
- Dirk Thurisch - voz

## Discografía
- Into the Dark Past (1986, Disaster)
- To Dust You Will Decay (1988, Disaster)
- Border of Reality (1998, Century Media)
- Bleed (1999, Century Media)
- Enlighten the Darkness (2000, Century Media)
- Of Human Bondage (2002, Century Media)